# Alcântaras
Alcântaras è un comune del Brasile nello Stato del Ceará, parte della mesoregione del Noroeste Cearense e della microregione di Meruoca.